# Alberto Pigaiani
Alberto Pigaiani, né le 15 juillet 1928 à Milan et mort le 15 juin 2003 dans la même ville, est un haltérophile italien des années 1950 et 1960.
Dans la catégorie des plus de 90 kg, il remporte la médaille de bronze aux Jeux olympiques d'été de 1956, la médaille de bronze aux Championnats du monde d'haltérophilie 1957, la médaille d'argent aux Championnats d'Europe d'haltérophilie 1956 et 1958 et la médaille de bronze aux Championnats d'Europe d'haltérophilie 1960.